# Plac Orawski w Poznaniu
Plac Orawski w Poznaniu – plac zlokalizowany w Poznaniu, w zabytkowej willowej dzielnicy Sołacz, pomiędzy ulicami Małopolską, Kujawską i Podhalańską.

## Charakterystyka
Plac powstał w ramach założonej w początkach XX wieku kolonii willowej, której autorem był Joseph Stübben. W założeniu urbanistycznym wykorzystano malowniczy układ terenu, wytworzony przez naturę w dolinie przepływającej na południu Bogdanki. Plac Orawski, podobnie jak pobliski Plac Spiski, jest lekko nachylony ku południowi, w kierunku przechodzącej w dole założenia ulicy Małopolskiej, którą wiedzie droga rowerowa.
Plac otaczają wille, pochodzące z różnych okresów – od 1915, poprzez lata międzywojenne (np. 1935) do późnego modernizmu (lata 70. XX wieku).